# Trichophya
Trichophya är ett släkte av skalbaggar som beskrevs av Mannerheim 1830. Trichophya ingår i familjen kortvingar.
Släktet innehåller bara arten Trichophya pilicornis.